# 全羅南道
全羅南道（：／ Jeollanam do */?）是一个位于朝鲜半岛西南端的韩国道级行政区，首府位于务安郡。全罗南道全境環繞光州廣域市，南与济州特别自治道隔海相望，北与全北特别自治道接壤，东与庆尚南道相邻，西与中华人民共和国隔黃海相望，东南隔着朝鲜海峡与日本相临，是韩国通往太平洋的门户。全道面积12,909.03平方公里，人口約180万，由5市17郡，297个邑、面、洞组成。:297:297
全罗南道依山傍海，海岸线曲折漫长，岛屿众多，有着独特的地质地貌。其境内分布有多座国立公园，包括韩国最南端的山岳型国立公园月出山国立公园，韩国面积最大的国立公园多岛海海上国立公园，以及闲丽海上国立公园、智异山国立公园、无等山国立公园。:300-301
全罗南道是韩国重要的粮仓之一，水田面积占到全国水田面积的16%，是韩国水田最多的地区，大米年产量为全国之最:298。潭陽郡是韩国竹子种植和加工中心，有“竹乡”之称。宝城郡是“韩国的绿茶之都”，并曾在2013年被美国CNN评为世界最美的31处风景之一。高兴郡是韩国唯一的航天发射场罗老宇宙中心的所在地，每年10月举行“宇宙航空节”。光陽市的光阳港是继釜山港之后韩国的第二大集装箱港。
另外，谷城郡是盘索里和韩国古典文学小说《沈清传》的发祥地。全罗南道的海域亦是昔日李舜臣朝鲜水军抵抗日本入侵的海战战场，保留有鸣梁海战等海战的史迹:300-301。2012年，丽水市成功举办世界博览会。

## 历史

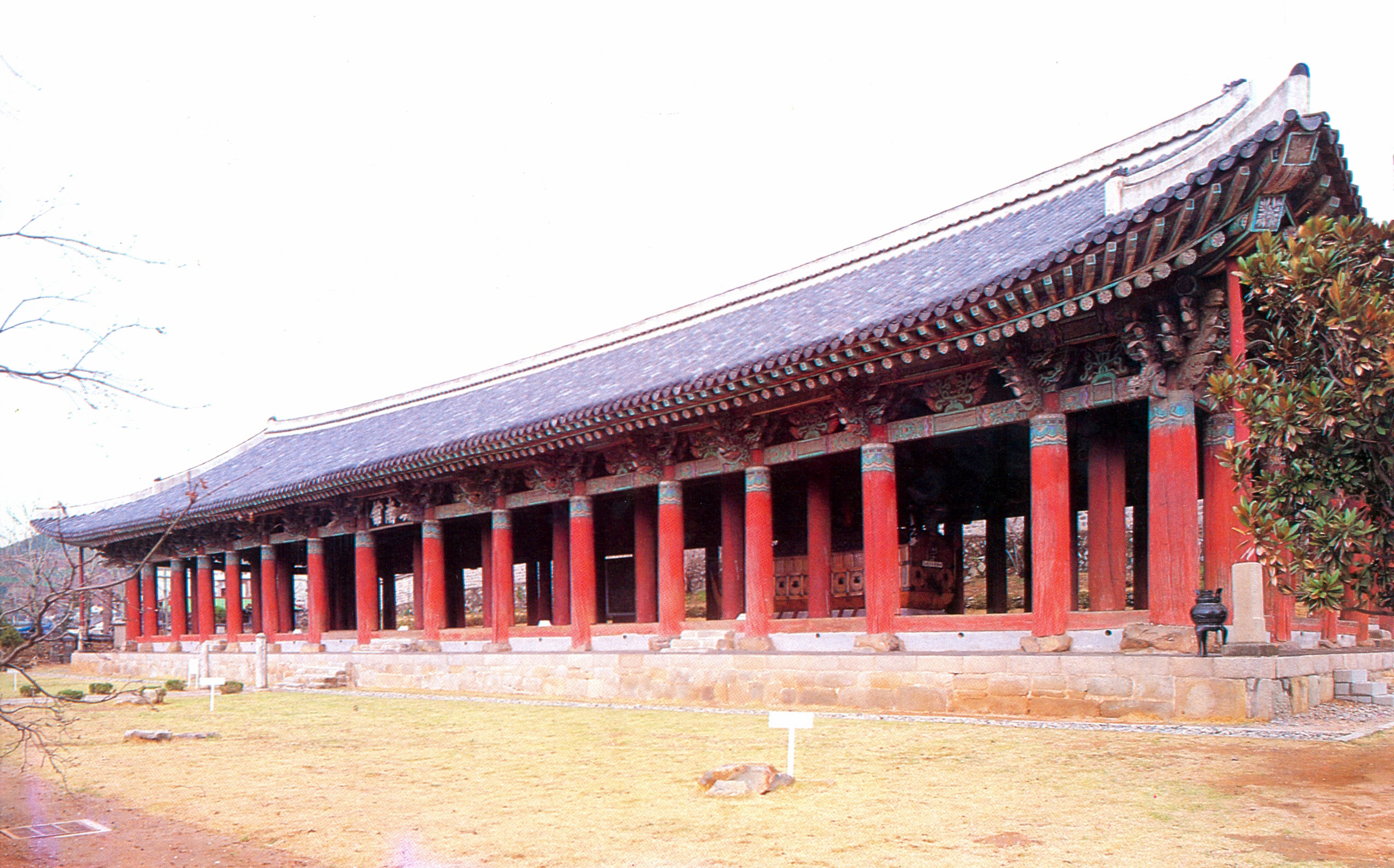
丽水鎮南馆

全罗南道最初是马韩的中心之地，也是三国时期百济五方中南方的中心。新罗统一三国后，全罗南道隶属统一新罗五小京之武珍州，757年（景德王15年）改为武州。统一新罗末期，全罗南道是后百济之地，直至后百济被高丽灭亡。:297
983年（成宗2年），高丽将全国分成12个牧。全罗南道地区由罗州牧和升州牧管辖，995年（成宗14年）改编为海阳道。1018年（显宗9年）高丽改为5道两界时，海阳道与江南道（现在的全罗北道）合并为全罗道。:297
1895年（高宗31年），朝鲜王朝实行二十三府制，全罗道被分为全州府、南原府和罗州府等。1896年8月4日，全罗道根据敕令第36号被分为南北两道，芦岭以南地区设为全罗南道，道厅设在光州。1897年，全罗南道新设丽水郡，并将务安郡升为府。:297
1944年的全罗南道管辖着包括济州岛在内的2府1岛21郡。1946年，济州郡从全罗南道分离出去，升格为济州道。1986年11月1日，光州从全罗南道脱离，升级为直辖市。1988年，松汀市和光山郡被划入光州直辖市。2005年11月，全罗南道道厅从光州广域市迁到务安郡三乡邑南岳里。目前全罗南道由5市17郡，297个邑、面、洞组成。:297

## 地理

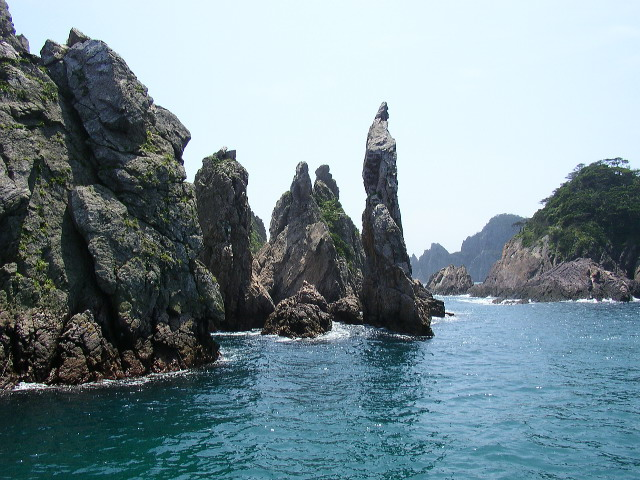
红岛

全罗南道位于朝鲜半岛西南端，南面隔海与济州特别自治道相望，北以芦岭山脉为界与全罗北道接壤，东以小白山脉为界与庆尚南道相邻，西隔黃海与中华人民共和国相望，东南隔着大韩海峡与日本相临，是位于朝鲜半岛最南端的东北亚与欧亞大陆的端点，也是韓国通往太平洋的门户之地。全道總面积12,909.03平方公里，人口超190万。:297
全罗南道北以芦岭山脉与全罗北道为界，东以小白山脉与庆尚南道为界，西与南部为海洋，地势东高西低，北高南低，东部地势高于北部。东北部与全罗北道、庆尚南道交界的地方耸立着智异山（1915米）。智异山在全罗南道分出多个分支，向西南延伸到南海岸，形成许多半岛和多岛海。主要支脉有白云山（1218米）、尊帝山（704米）分支，鳳头山（752米）、母後山（616米），月出山（809米）分支，天马山（658米）、白鵝山（804米）、无等山（1187米）分支等。北部的芦岭山脉有两个分支：一个由锦城山（468米）、秋月山（720米）、屏风山（822米）组成；另一个由面向西海的白羊山（722米）、笠岩山（626米）、方丈山（734米）组成。:297

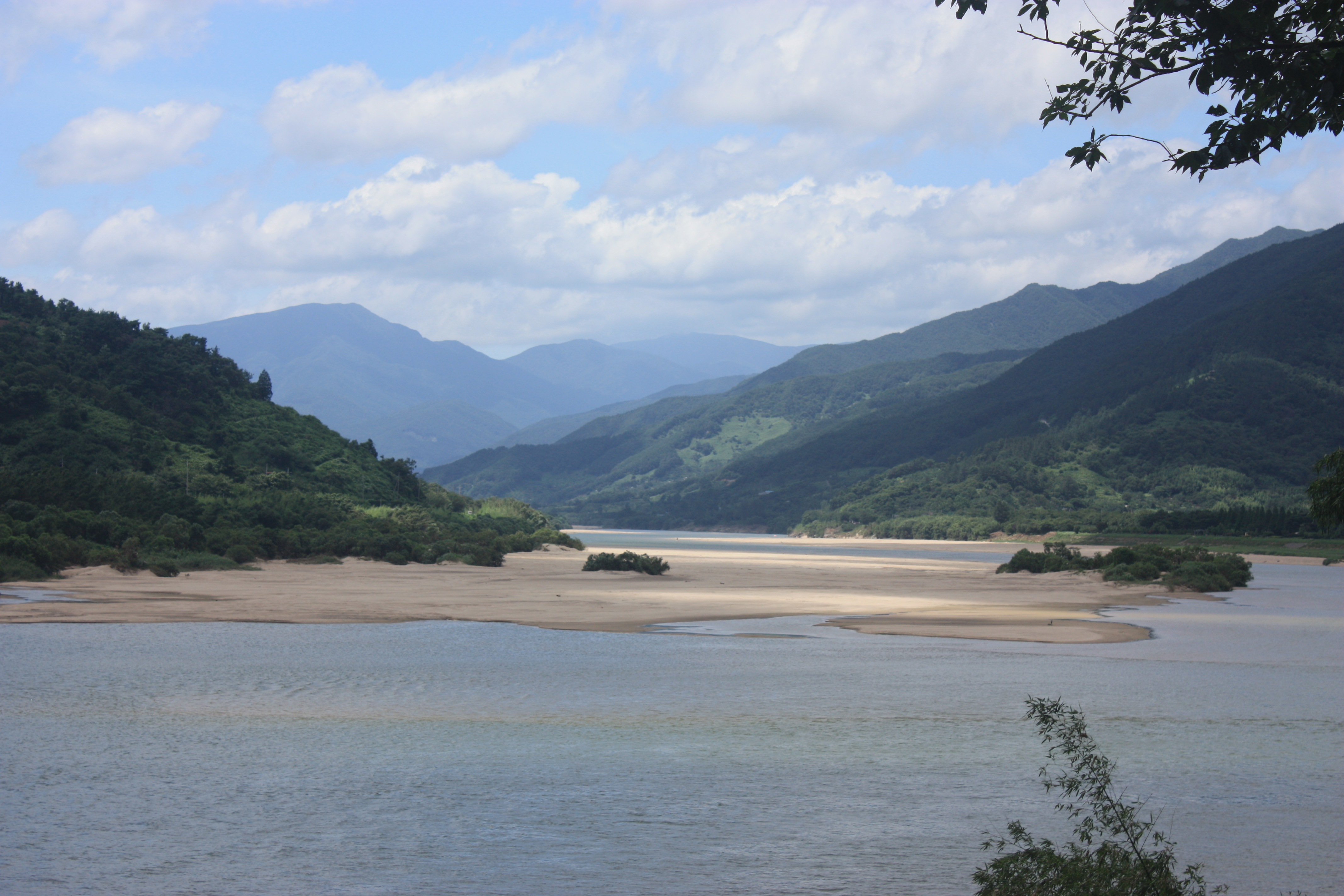
蟾津江

全罗南道的主要河流是荣山江、蟾津江和耽津江。流入木浦湾的荣山江流域面积占到全罗南道总面积的23%，荣山江流域的罗州平原与全罗北道的湖南平原並稱為韩国首屈一指的粮仓地带。荣山江流域修建有潭阳大坝、光州大坝、罗州大坝、长城大坝和荣山江河口堰等水利工程。发源于全罗北道流经全罗南道东部山区的蟾津江，其流域属于东部山区，没有形成广阔的冲积平原，只有谷城和求礼地区的侵蚀盆地。耽津江流经长兴郡及康津郡地区。:297
全罗南道海岸线非常曲折，岛屿繁多，是世界上具有代表性的溺湾海岸。全罗南道海域被称为“多岛海”，岛屿数量占到韩国全国岛屿总数的65%，其中有人岛约300座，无人岛近2000座。全罗南道西海岸的泥滩面积非常大，不利于发展港湾，非常有利于农田开垦。灵岩半岛、花源半岛、务安半岛、海南半岛、高兴半岛和丽水半岛是全罗南道比较大的半岛。:297

### 气候
全罗南道可以分为南海岸型、南部内陆型和南部西海岸型三个气候区。南海岸型气候分布在全罗南道和庆尚南道的南海岸一带。这里是韩国气温最高的地区，1月份的平均气温为0~2℃。这里也是韩国降水最多的地方，达到1200-1500毫米，不过降水量因地形不同而有所差距。小白山脉东西斜坡为南部内陆型气候，年平均气温11-13℃，8月平均最高气温为31.2℃，降水量1100-1200毫米。西海岸的湖南平原和罗州平原地区是南部西海岸型气候，冬季受西北季风控制，也受黄海寒冷湿气影响。这里年平均气温为12~14℃，1月份平均气温1-2℃，降水量在1000~1200毫米左右，冬季降雪量较大。:298

## 行政區劃

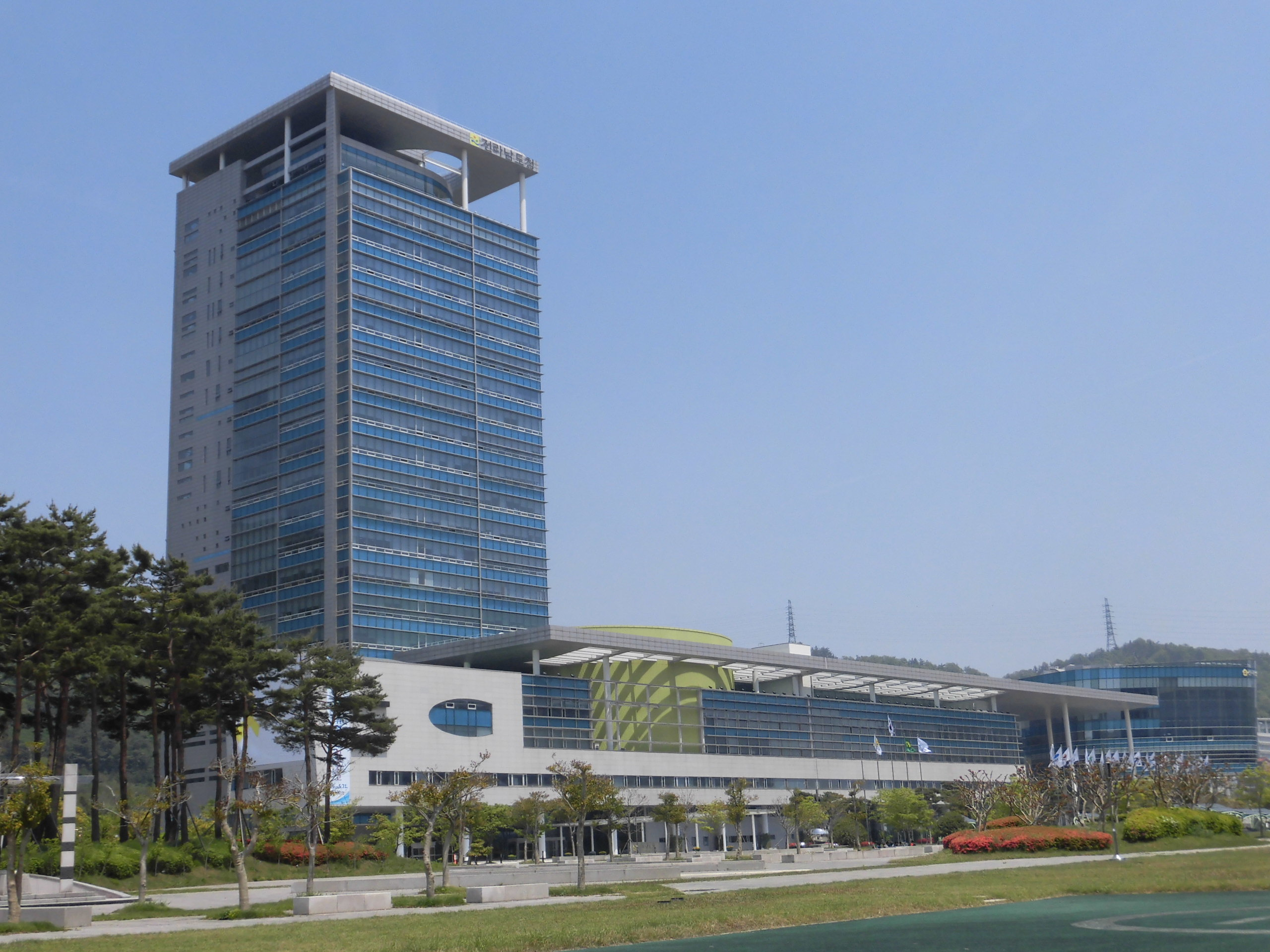
全罗南道道厅

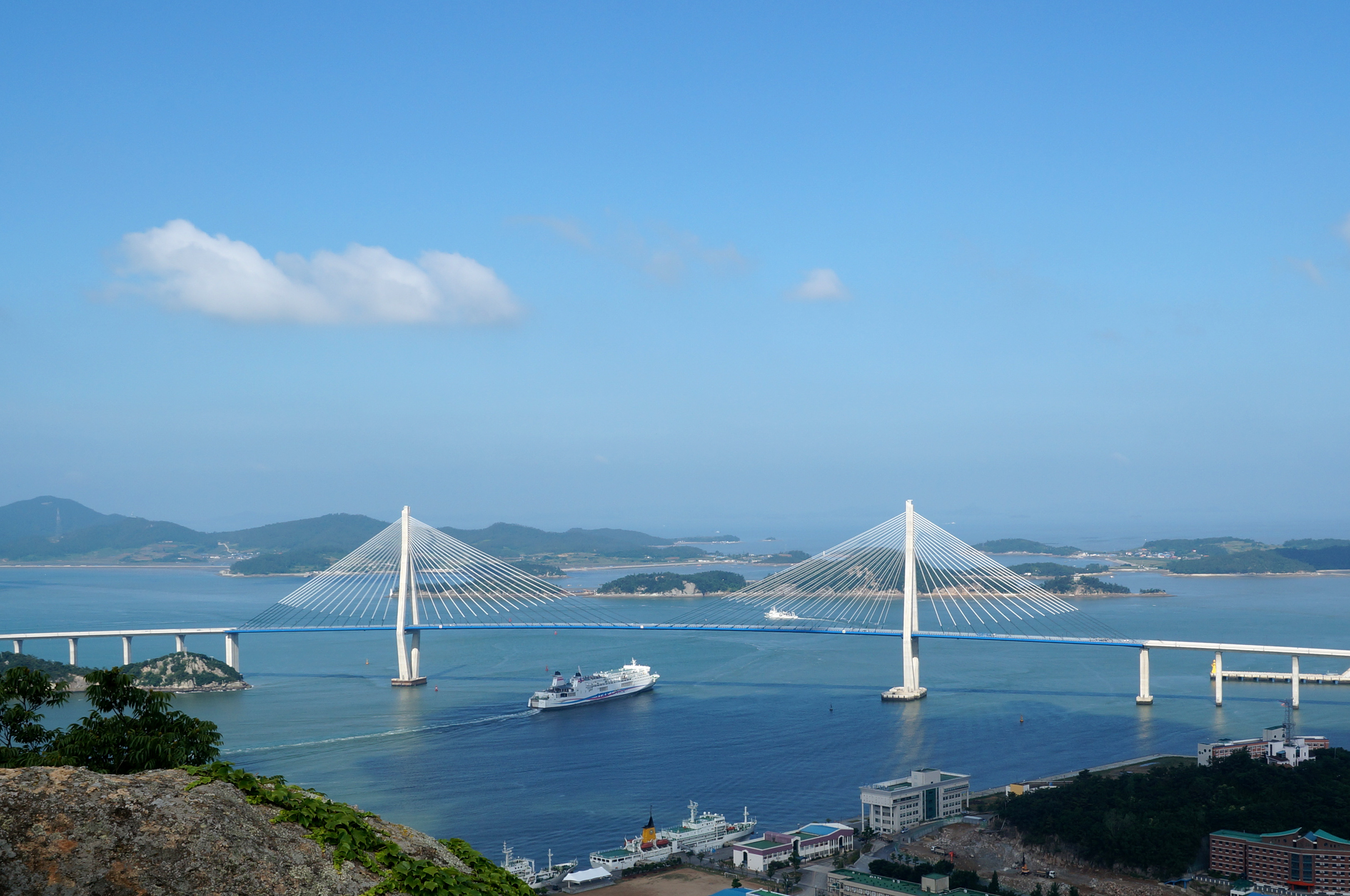
木浦大桥

全羅南道行政區劃由5市、17郡構成。
| 地图   | #      | 名称   | 韩文    | 人口（2021年4月） |
| ------ | ------ | ------ | ------- | ----------------- |
|        |        |        |         |                   |
| — 市 — |        |        |         |                   |
| 1      | 麗水市 | 여수시 | 279,613 |                   |
| 2      | 木浦市 | 목포시 | 221,156 |                   |
| 3      | 順天市 | 순천시 | 282,069 |                   |
| 4      | 光陽市 | 광양시 | 150,701 |                   |
| 5      | 羅州市 | 나주시 | 116,332 |                   |
| — 郡 — |        |        |         |                   |
| 6      | 務安郡 | 무안군 | 88,075  |                   |
| 7      | 海南郡 | 해남군 | 68,229  |                   |
| 8      | 高興郡 | 고흥군 | 63,508  |                   |
| 9      | 和順郡 | 화순군 | 62,310  |                   |
| 10     | 靈巖郡 | 영암군 | 53,437  |                   |
| 11     | 靈光郡 | 영광군 | 52,587  |                   |
| 12     | 莞島郡 | 완도군 | 49,604  |                   |
| 13     | 潭陽郡 | 담양군 | 46,624  |                   |
| 14     | 寶城郡 | 보성군 | 40,179  |                   |
| 15     | 長城郡 | 장성군 | 44,078  |                   |
| 16     | 長興郡 | 장흥군 | 37,177  |                   |
| 17     | 康津郡 | 강진군 | 34,314  |                   |
| 18     | 新安郡 | 신안군 | 38,741  |                   |
| 19     | 咸平郡 | 함평군 | 31,653  |                   |
| 20     | 珍島郡 | 진도군 | 30,445  |                   |
| 21     | 谷城郡 | 곡성군 | 27,916  |                   |
| 22     | 求禮郡 | 구례군 | 25,400  |                   |

## 经济
全罗南道是韩国重要的粮仓之一，耕地面积33万余公顷，仅次于庆尚北道和庆尚南道。全道共有22万余公顷的水田，是韩国水田最多的地区，全国16%的水田分布在該道。全罗南道大米年产量为韩国之最。这里也是韩国裸麦的主要产地。虽然现在裸麦产量大幅减少，但海南、宝城、咸平、长兴、灵光等地区裸麦产量仍占到韩国裸麦总产量的70%以上。另外，全罗南道的啤酒大麦、大豆和红薯的产量也是韩国之最。冬季温暖的气候使得全罗南道的蔬果栽培興盛，萝卜、白菜、西瓜、草莓、大蒜、葱和洋葱等蔬菜，以及梨的栽培面积为韩国之最。此外，韩牛、奶牛、犬、山羊、鸭、养蜂等畜牧业在全罗南道也很兴旺:298。潭陽郡是韩国竹子种植和加工中心，有“竹乡”之称，并建有潭阳竹子博物馆。宝城郡是韩国最大的绿茶生产基地，有着“韩国绿茶之都”的美誉，并曾在2013年被美国CNN评为世界最美的31处风景之一。

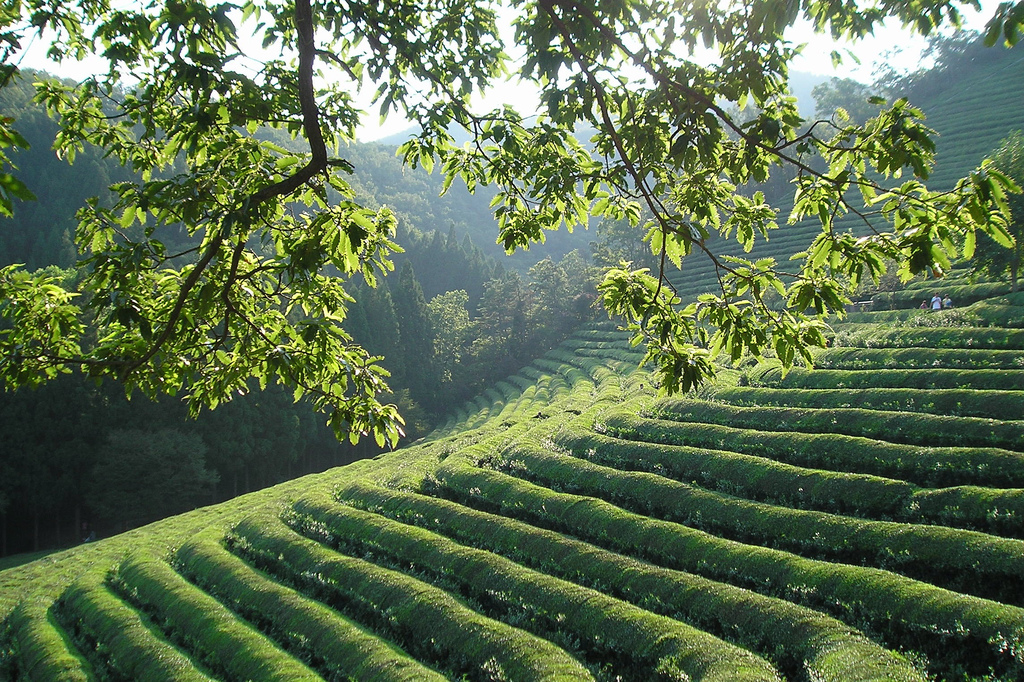
有“韩国绿茶之都”之称的宝城郡

全罗南道海岸地区是寒流和暖流的交汇处，因此是优良的天然渔场，鱼类、贝类和海藻类水产品资源丰富。主要鱼类有黄花鱼、鳀鱼、刀鱼、鲅鱼、丝背细鳞魨等。全罗南道渔港数量超700个，主要的渔港有木浦、丽水、莞岛和法圣浦等。全罗南道鳝鱼、鲤鱼等淡水渔业也很发达。全罗南道的紫菜和裙带菜的产量分别约占韩国全国总产量的70%和91%。莞岛、海南、高兴、新安是主要的紫菜生产中心。裙带菜主要产在莞岛和高兴。:298
全罗南道的工业主要分布在光阳、木浦、丽水等地区。纺织、汽车、机械、金属加工、干电池和合成树脂等部門是全罗南道工业的强项，从业人数占了全南地区工业从业人数的40%以上。丽水化学工业基地和POSCO光阳钢铁厂具有世界规模，在韓國工业中占有很高的地位。:299另外，高兴郡是罗老宇宙中心的所在地。

## 交通

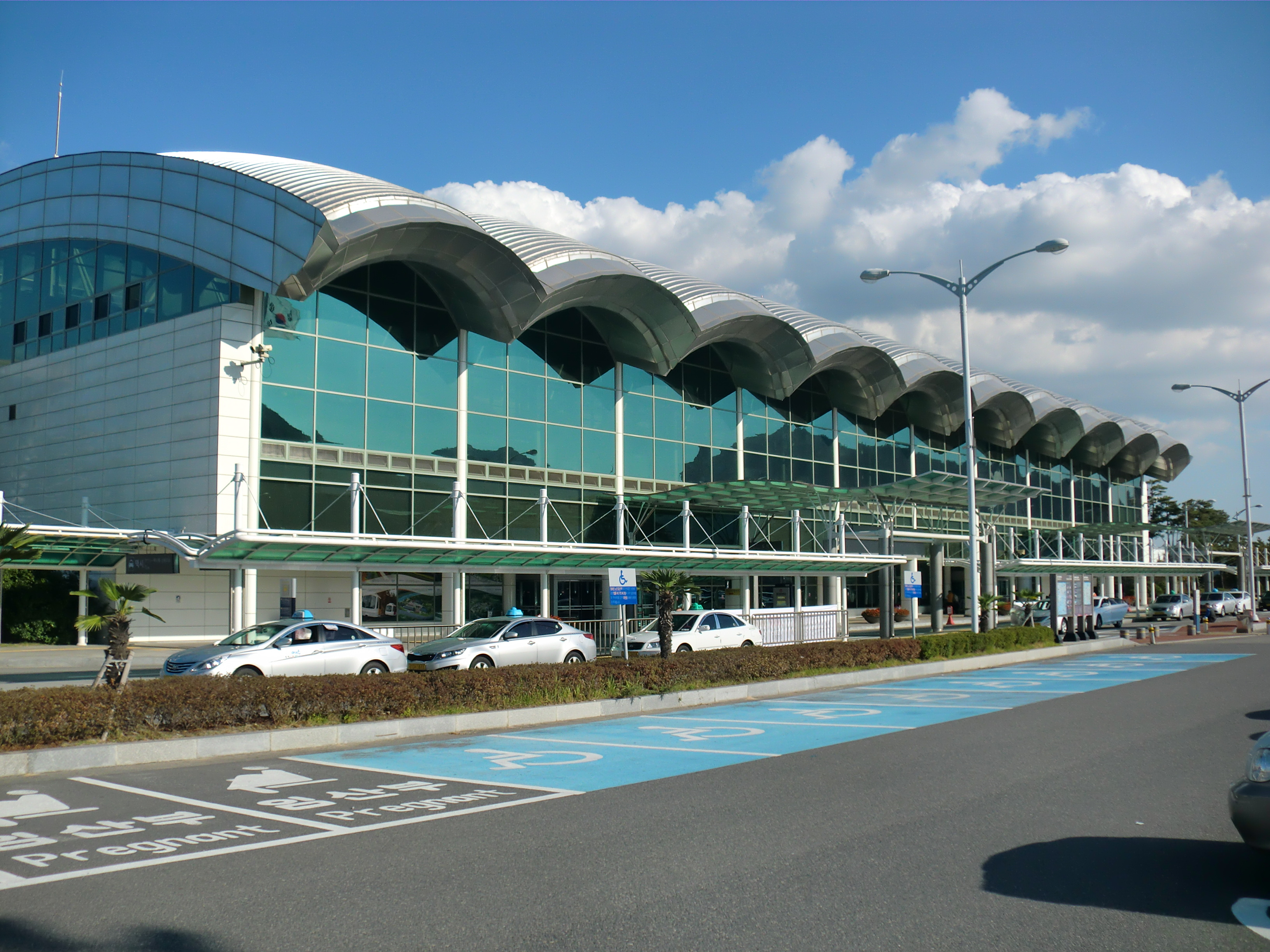
丽水机场

全罗南道的高速公路主要有湖南高速公路、南海高速公路和88奥林匹克高速公路。此外，木浦和莞岛与光州广域市建有四车道快速公路。全罗南道的铁路主要有湖南线、庆全线、全罗线，並與和顺线、丽川线等工业铁路相连。务安国际机场是韩国的国际机场之一。此外，全罗南道还建有丽水机场。:299
光阳港是继釜山港之后的韩国第二大集装箱港。此外，木浦、丽水、莞岛等地开通有与济州、紅岛、釜山、巨文岛等定期客船。:299

## 文化

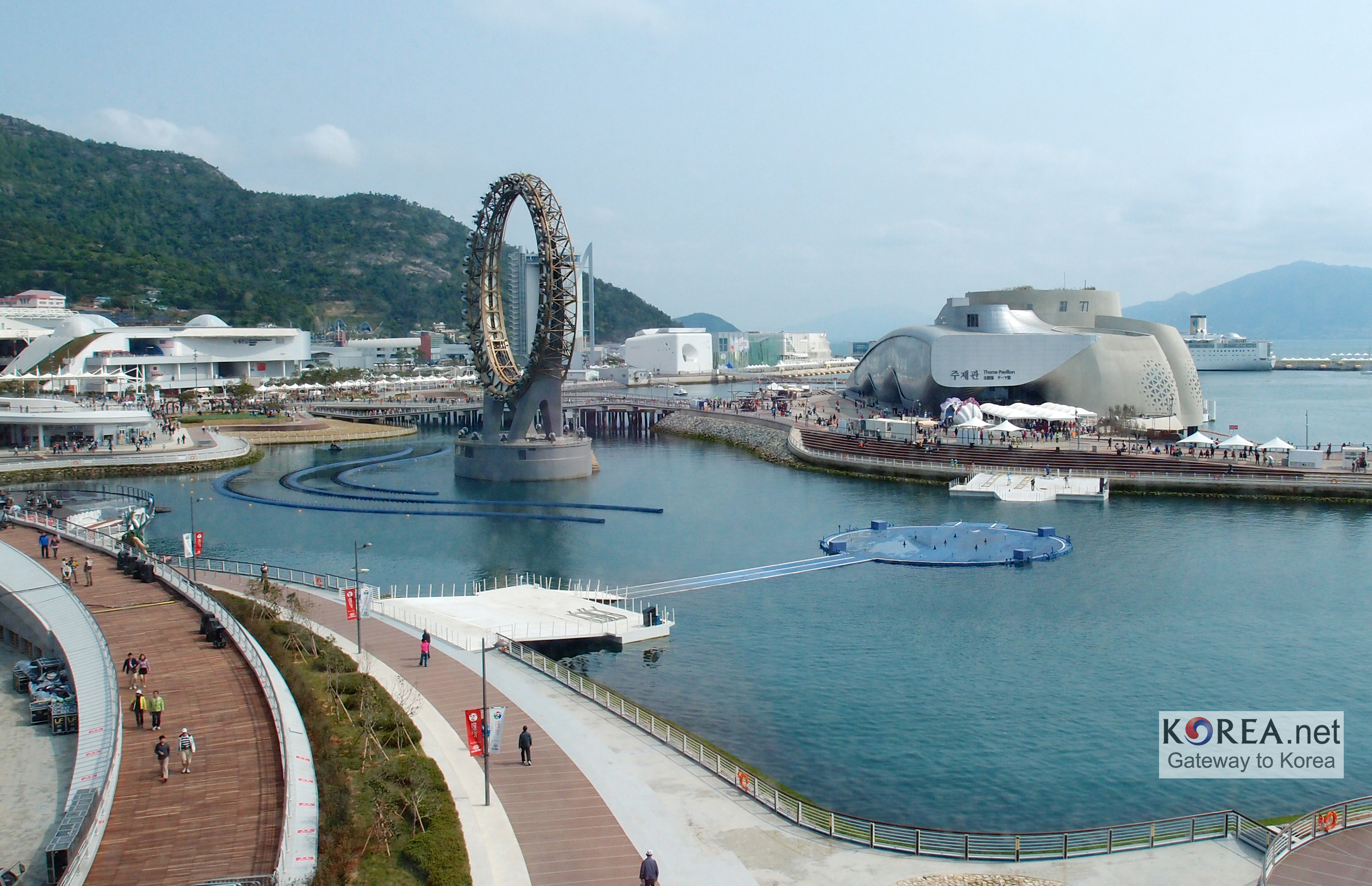
2012韩国丽水世博会会址

2012年，全罗南道丽水市成功举办了2012韩国丽水世博会。其“天塔风琴”和“穹顶天幕”被吉尼斯世界纪录列为世界之最。
谷城郡是盘索里和韓国古典文学小说《沈清传》的发祥地，並在每年9月举行“沈清节”。珍岛与大陆之间的鸣梁海峡曾是鸣梁海战的战场。珍岛郡每年9月举行“鸣梁大捷庆典”，以纪念朝鲜民族英雄李舜臣以少胜多击溃入侵日寇的历史事件。
全罗南道的民俗歌舞强羌水越来是韩国第8号重要文化遗产:1450-1452，2009年被列为联合国教科文组织的世界非物质文化遗产。

### 国立公园

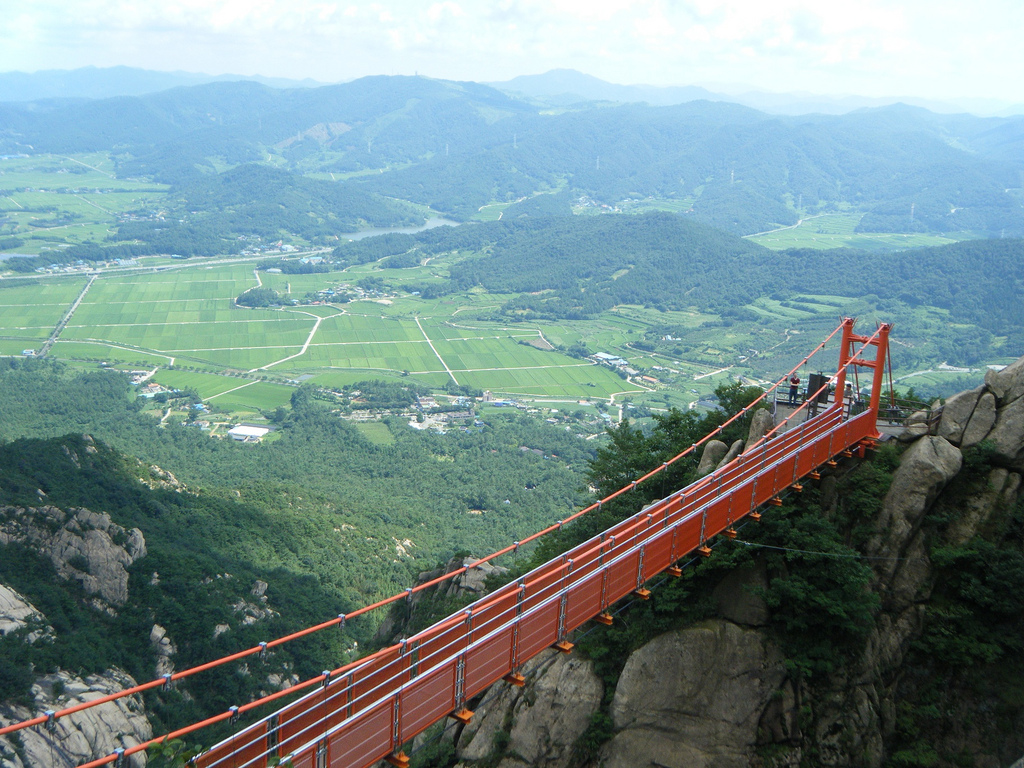
月出山天桥是韩国海拔最高的天桥

月出山是韩国最南端的山岳型国立公园，保留有韩国位置最高的国宝摩崖如来座像。山上的天桥是韩国海拔最高的天桥，与九井峰上的九个水池都是旅游者的必游之处。兀然耸于平原上的立月出山的主峰天皇峰以奇石怪岩著称，有“全南金刚山”的美誉。此外，月出山周围还完整地保存着青铜器时代以后的史前遗迹和传统。:300-301
闲丽海上国立公园是位于庆尚南道巨济市只心岛和全罗南道丽水市之间的狭长海域，拥有奇特的海洋、岛屿和陆地地形景观。年接待游客数量超100万。这里也曾是壬辰倭乱时期李舜臣抵御日寇侵略的战场，在全羅南道保留有丽水左右营的镇南馆和由李恒福撰写碑文的“水军大捷碑”等诸多历史遗迹。:301
多岛海海上国立公园是韩国面积最大的国立公园，拥有红岛、黑山岛、巨文岛、白岛等1700多座的岛屿。新罗时期的张保皋曾在此建立自己的海上王国。这里也是高丽时期韩国与中国宋、元進行海上贸易的通道，以及李舜臣击溃倭寇的战场，保留有众多的历史遗迹。黑山岛是韩国最著名的渔场之一。:301
求礼郡是地跨全罗北道和庆尚南道的智异山的入口。郡内有智异山麓最大的寺庙一华严寺，以及智异山国立公园内最大的集体设施区。:300

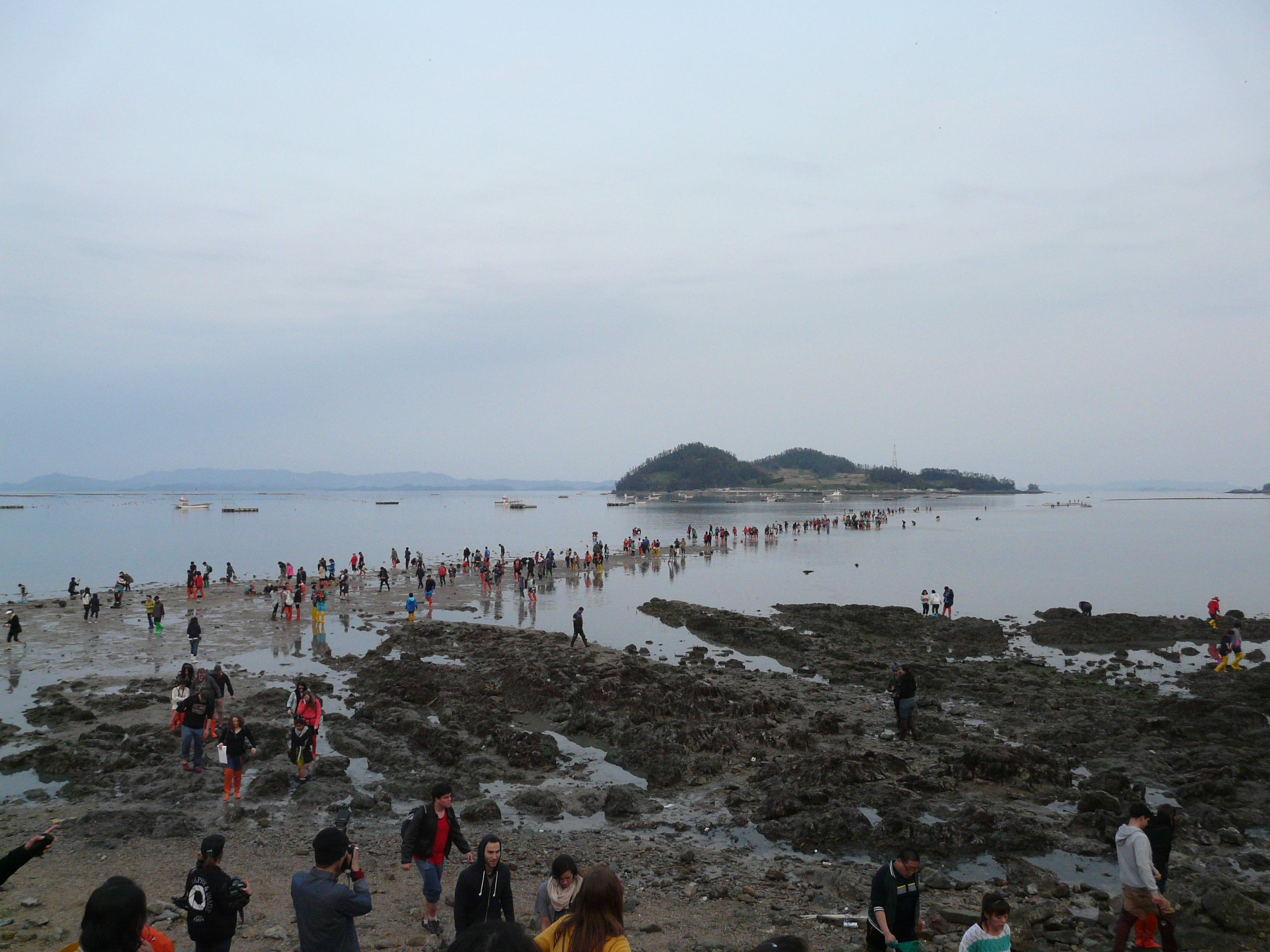
珍岛海路“摩西奇迹”

### 节日庆典
- 珍岛郡每年3月举行“神秘的海路节”，9月举行“鸣梁大捷庆典”。[10]
- 丽水市每年5月举行“丽水龟船节”，7月举行“丽水国际青少年节”。[10]
- 宝城郡每年5月举行“宝城茶香节”和“宝城绿茶节”，12月举行“宝城茶园灯光节”。[10]
- 谷城郡每年9月举行“沈清节”。[10]
- 木浦市每年4月举行“儒达山花节”，7-8月举行“木浦海洋文化节”。[10]
- 高兴郡每年10月举行“宇宙航空节”。[10]